# Narcis Iustin Ianău
Narcis Iustin Ianău (n. 24 februarie 1995, Barați, județul Bacău) este un cântăreț român.

## Familia și studiile
Narcis Ianău s-a născut pe 24 februarie 1995 în localitatea Barați din județul Bacău, din părinții Eduard și Felicia. De la vârsta de 5 ani a cântat în corul Bisericii Catolice din Barați, unde dascălul l-a așezat în rândul sopranelor. După terminarea clasei a VIII-a a urmat Liceul de Artă „George Apostu” din Bacău. După terminarea liceului și-a început studiile la Academia de Muzică „Gheorghe Dima” din Cluj.

## Carieră

### Românii au talent 2011
Narcis Ianău s-a înscris la primul sezon al emisiunii Românii au talent. La preselecții a interpretat „O mio babbino caro” din opera Gianni Schicchi de Giacomo Puccini. Deși a fost privit inițial cu neîncredere de membrii juriului, Ianău a mers mai departe în faza semifinalelor, obținând trei de „da”.
Din septembrie 2010, Narcis Ianău a început să ia lecții de canto pentru următoarea etapă a concursului. În semifinală a interpretat piesa "Adagio" de Tomaso Albinoni. Datorită voturilor telespectatorilor, s-a clasat pe prima poziție, mergând în etapa finală a competiției.
Narcis Iustin Ianău își alesese să interpreteze o arie din opera Lucia di Lammermoor de Gaetano Donizetti; totuși, acesta a fost nevoit să o schimbe doar cu cinci zile înainte de finală, deoarece durata piesei era prea lungă pentru formatul emisiunii. În cele din urmă, Ianău a interpretat o versiune proprie a ariei „The Phantom of the Opera”. S-a clasat pe locul al doilea cu 24,40% din voturi, fiind depășit de rapperul Adrian Țuțu, care a acumulat 29,29% din voturi. După încheierea concursului, Ianău a fost comparat cu Susan Boyle, ocupanta locului secund în Britain's Got Talent.
În 2011-2012, Fundația ”Prințul Paul pentru România” l-a sponsorizat pe Narcis Ianău, oferindu-i o bursă de studiu în Germania.
Ianău, una dintre marile revelații de la Românii au talent, a revenit pe scena emisiunii care l-a consacrat, fiind invitat special în prima semifinală a celui de-al doilea sezon. Acesta a interpretat balada britanică „Scarborough Fair”.

### Io canto
În cadrul concursului italian Io canto, Ianău a cântat în duet cu Al Bano piesele „Tu che m'hai preso cuor” și „O sole mio”. Publicul italian i-a comparat vocea lui Narcis cu cea a sopranei Maria Callas.

### Cariera Internațională
A semnat un contract cu Frank Peterson, un producător care a lucrat cu artiști precum Sarah Brightman, Ofra Haza, Gregorian și Andrea Bocelli. Împreună cu Frank Peterson a colaborat la realizarea a două albume Gregorian în 2013 pentru albumul Masters of Chant Chapter IX ca feat pentru piesele Gloria și în 2014 pentru albumul „Winter Chants” ca feat pentru piesele „Jesu joy of man's desiring” și „Ave Maria”. Aceste două albume s-au vândut pe plan mondial, iar cel de-al doilea a avut un succes foarte mare, fiind acum nominalizat pentru Echo music award la categoria Crossover și a fost de-a lungul timpului în topul celor mai bine vândute albume din mai multe țări.

### Debut la Opera Natională Română
În ianuarie 2015 a debutat la Opera Română din Cluj cu rolul păstorașului din opera Tosca de Giacomo Puccini, în urma căruia a primit multe aprecieri și laude.

### Turneul în Europa (2016)
Narcis a susținut în perioada 23.02.2016 - 16.05.2016 un turneu în Europa alături de Gregorian și Amelia Brightman în peste 70 de orașe din 16 țări precum: Germania, Elveția, Polonia, Finlanda, Suedia, Danemarca, România, Austria, Cehia, Lituania, Letonia, Estonia, Belarus etc. A avut un succes răsunător și a ridicat mereu sălile de concerte și stadioanele în picioare primind minute în șir de aplauze. 

## Turneul în Asia alături de Sarah Brightman
Devenit celebru în Europa după ce a participat la un show de talente, a colaborat cu renumita trupă germană Gregorian, Narcis a avut ocazia să cânte alături de Sarah Brightman în turneul ei din Asia; turneu intitulat: Gala Show - „An Evening With Sarah Brightman”.  Turneul susținut în țări precum: Japonia, China, Taiwan, Coreea de Sud a fost în perioada 7 iulie 2016 – 10 august 2016 și s-a bucurat de succes.

## Discografie
Narcis a colaborat împreună cu Gregorian la lansarea a trei albume în 2013, 2014 și 2015 ca feat pentru piesele „Gloria”, „Jesu joy of man's desiring”, „Ave Maria” și „Cry Softly”.

### Masters of Chantalbums
- 2013: Masters of Chant Chapter IX
- 2014: Winter Chants
- 2015: Masters of Chant The Final Chapter